# Orisferă

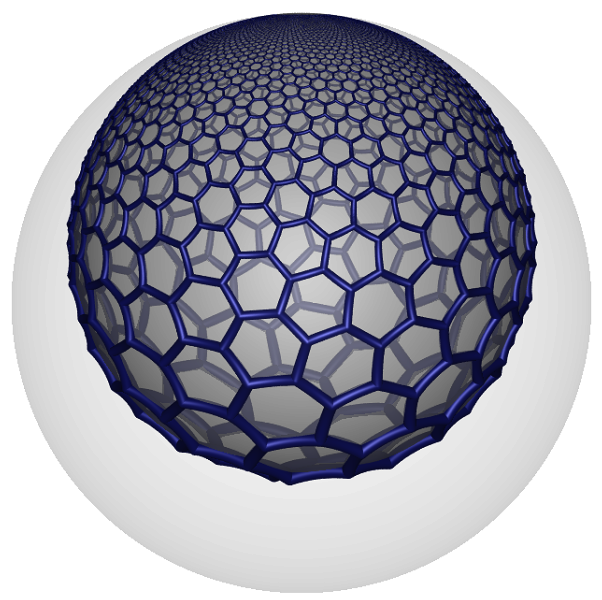
O orisferă în modelul discului Poincaré, tangentă la laturile unei celule de pavare hexagonală a unui fagure pavare hexagonală

În geometria hiperbolică o orisferă (din greacă όριον + σφαίρα = frontieră + sferă) este o hipersuprafață specifică într-un n-spațiu hiperbolic. Este limita unei oribile, o secvență de bile crescătoare care au în comun (pe o parte) un hiperplan tangent și punctul lor de tangență. Pentru n = 2 o orisferă este un oriciclu.
O orisferă poate fi descrisă și ca limita hipersferelor care au în comun un hiperplan tangent într-un punct dat, deoarece razele lor merg spre infinit. În geometria euclidiană, o astfel de „hipersferă cu rază infinită” ar fi un hiperplan, dar în geometria hiperbolică este o orisferă (o suprafață curbă).

## Istoric
Conceptul își are rădăcinile într-o noțiune exprimată de Friedrich Ludwig Wachter în 1816 într-o scrisoare către profesorul său Carl Friedrich Gauss. Observând că deoarece raza ei tinde spre infinit, în geometria euclidiană limita unei sfere este un plan, Wachter a afirmat că, chiar dacă axioma paralelelor ar fi falsă, ar exista totuși o geometrie pe o suprafață identică cu aceea a planului obișnuit. Termenii „orisferă” și „oriciclu” se datorează lui Nikolai Lobacevski, care a stabilit diverse rezultate care arată că geometria oriciclelor și orisfera din spațiul hiperbolic erau echivalente cu cea a dreptelor și a planului din spațiul euclidian. Termenul de „oribilă” se datorează lui William Thurston, care l-a folosit în lucrarea sa despre 3-varietăți hiperbolice⁠(d). Termenii „orisferă” și „oribilă” sunt adesea folosiți în geometria hiperbolică tridimensională. Etimologic, ambele au aceeași rădăcină ca și „orizont”.

## Modele
Într-un model conform similar cu modelul discului Poincaré o orisferă este reprezentată printr-o sferă tangentă la sfera orizont. În modelul semiplanului Poincaré⁠(d) o orisferă poate apărea fie ca o sferă tangentă la planul orizontului, fie ca un plan paralel cu planul orizontului. În modelul hiperboloidului⁠(d) o orisferă este reprezentată printr-un plan a cărui normală se află în conul asimptotic.

## Curbură
O orisferă are o cantitate critică de curbură (izotropă): dacă curbura ar fi mai mare, suprafața s-ar putea închide, rezultând o sferă, iar dacă curbura ar fi mai mică, suprafața ar fi un hiperciclu (n−1)-dimensional.